# Rode kalksteenkorst
Rode kalksteenkorst (Protoblastenia rupestris) is een korstmossoort uit de familie Psoraceae. De soort werd wetenschappelijk beschreven door Julius Steiner en voor het eerst in 1911 geldig gepubliceerd.

## Ecologie
Rode kalksteenkorst groeit uitsluitend epilitisch op sterk kalkhoudende substraten. Het is vooral aan te treffen op kalksteen, cement en tufkrijt.

## Verspreiding
In Nederland is rode kalksteenkorst landelijk vrij algemeen, met een zwaartepunt in Zuid-Limburg. De soort staat niet op de Nederlandse Rode Lijst en wordt niet bedreigd.